# Richard Nicholson
Richard Nicholson (nascido em 30 de junho de 1970) é um atleta paralímpico australiano. Representou a Austrália nos Jogos Paralímpicos de Verão de 2012 em Londres, na Inglaterra, onde foi medalha de bronze, além de prata em Atenas 2004.